# ラウリ・ピルホネン
ラウリ・ピルホネン（Lauri Pirhonen、1984年3月7日 - ）は、フィンランドの元サッカー選手。現役時代のポジションはGK。